# Мирослав Вернер
Мирослав Вернер (чеськ. Miroslav Verner, 31 жовтня 1941, Брно, Чехословаччина) — чеський єгиптолог, чия книга «Піраміди» вважається однією з провідних у своїй галузі.

## Біографія
Народився 31 жовтня 1941 року у Брно. Він був директором Чехословацького, а згодом і Чеського інституту єгиптології на факультеті мистецтв Карлового університету в Празі протягом двадцяти п'яти років. Він та керував чеськими розкопками в Абусірі. Вчений також співпрацював з університетами Відня та Гамбурга, а також Карловим університетом у Празі та Американським університетом у Каїрі.
З 1964 року активно займався археологічними розкопками. З 1976 року він працював на розкопках у Абусірі. Командою чеських археологів під керівництвом Вернера була виявлена в непорушеній гробниці могила Іуфаа, єгипетського священика та адміністратора палаців.
У 2005 році став директором проєкту під назвою «Дослідження цивілізації Стародавнього Єгипту». Проєкт тривав з 2005 по 2011 рік, його метою було вивчення еволюції єгипетського суспільства протягом історії.

## Досягнення
Йому належить стаття 2001 року про хронології і царювання царів IV і V династій Стародавнього Царства, опублікована в чеському виданні. Вернер був директором Чеського інституту Єгиптології протягом 17 років, а також керував розкопками в Абусире з 1976 року.
Нагороджений медаллю «За заслуги» (Чехія)

## Публікації
- Археологічні зауваження щодо хронології 4-ї та 5-ї династії, 2001 р.
- Піраміди: таємниця, культура та наука про великі пам'ятники Єгипту, 2001 р.
- Абусір: Царство Осіріса, Американський університет у Каїрі: 2003 р.